# Gradbena konstrukcija
Konstrukcija v gradbeništvu pomeni dele stavbe ali drugega objekta, ki objekt nosijo in povezujejo. Konstrukcije delimo na jeklene, lesene in masivne, te pa na armiranobetonske in zidane konstrukcije.